# BMW G42
Der BMW G42 ist ein Coupé in der Kompaktklasse aus der 2er-Reihe des deutschen Automobilherstellers BMW, das Anfang Juli 2021 vorgestellt wurde.
Der Wagen wird im BMW-Werk San Luis Potosí, Mexiko, hergestellt. Zum Produktionsanlauf im September 2021 wurde ein G42 als Art Car vorgestellt, das der lokale Künstler Bosco in den mexikanischen und deutschen Nationalfarben gestaltet hat. Markteinführung des Coupés in Deutschland war im Januar 2022. Im Oktober 2022 wurde die Baureihe um den M2 (G87) ergänzt. Dessen Marktstart erfolgte im April 2023. Eine kleine Modellpflege der Baureihe wurde im Juni 2024 präsentiert.
Ein Nachfolgemodell des Cabriolets F23 wird nicht mehr angeboten.

## Konzept und Karosserie
Der G42 basiert wie unter anderem die 3er-Limousine und das 4er-Coupé auf der CLAR-Plattform für längs eingebaute Motoren des Konzerns und hebt sich somit von den übrigen 2er-Modellen und der Einser-Kombilimousine mit Vorderradantrieb ab. BMW sieht den G42 wie schon den Vorgänger auch als Nachfolger des BMW 02. Dem entspricht die Front ohne Doppelscheinwerfer. Die Formgebung stammt von José Casas Pena, der auch das Konzeptcoupé BMW Vision M Next (2019) gestaltet hat. Schon 2016 hatte BMW mit der turbo hommage ein dem G42 ähnliches Fahrzeug gezeigt.
Das neue 2er Coupé wurde etwa 6,5 cm breiter und etwa 10 cm länger als sein Vorgänger, wovon etwas über 5 cm auf den Radstand entfallen. Der cW-Wert des Wagens wurde etwas verringert und beträgt 0,26. Das Gewicht des Wagens ist annähernd 50:50 auf Vorder- und Hinterachse verteilt. Trotz Verwendung von Aluminium im Vorderwagen, ist der M240i mit Allradantrieb 165 kg schwerer als der Vorgänger, wobei der aktuelle Motor 25 kW (34 PS) stärker wurde. Zur Verbesserung der Aerodynamik hat es eine annähernd vollständige Verkleidung des Unterbodens, eine zehnstufige Luftklappensteuerung in der Niere und dem darunterliegenden Lufteinlass der Frontschürze sowie versenkte Türgriffe.
Anfang 2022 wurde der G42 vom Euro NCAP auf die Fahrzeugsicherheit getestet. Er erhielt vier von fünf möglichen Sternen.

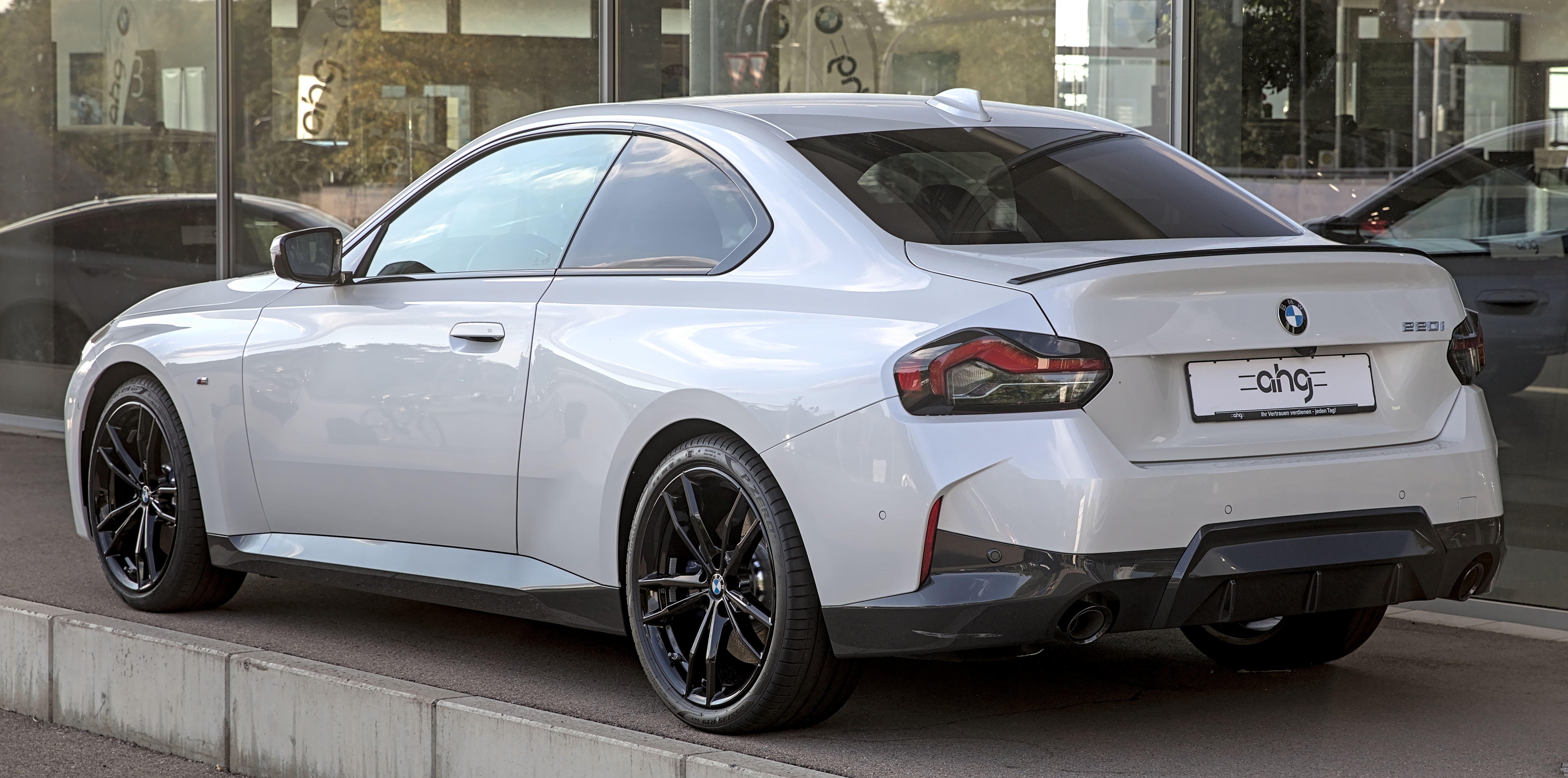
220i, Heckseitenansicht
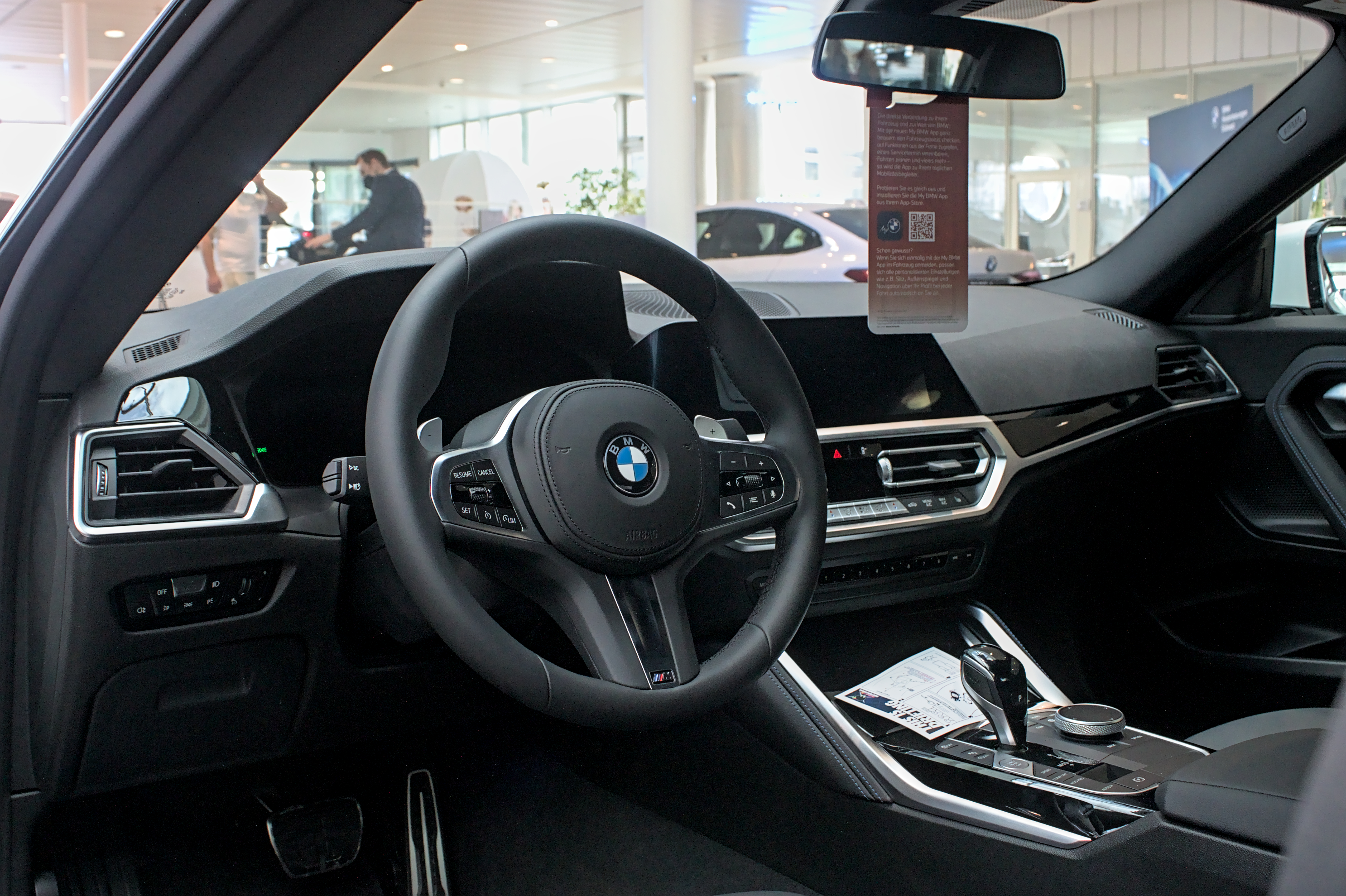
Innenansicht eines frühen Modells (bis Mitte 2022)
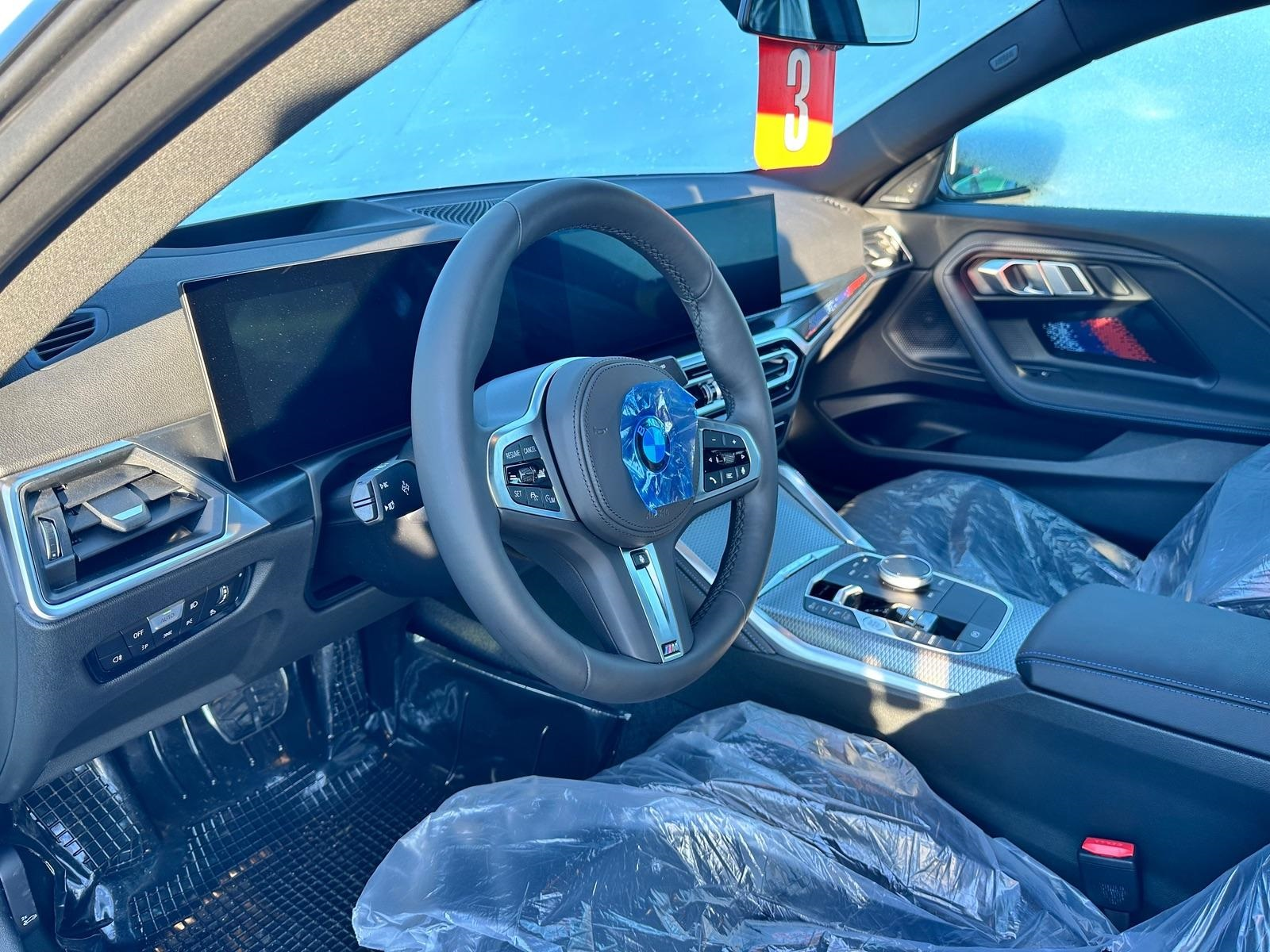
Innenansicht eines M240i mit BMW OS8 (ab Mj. 2023)
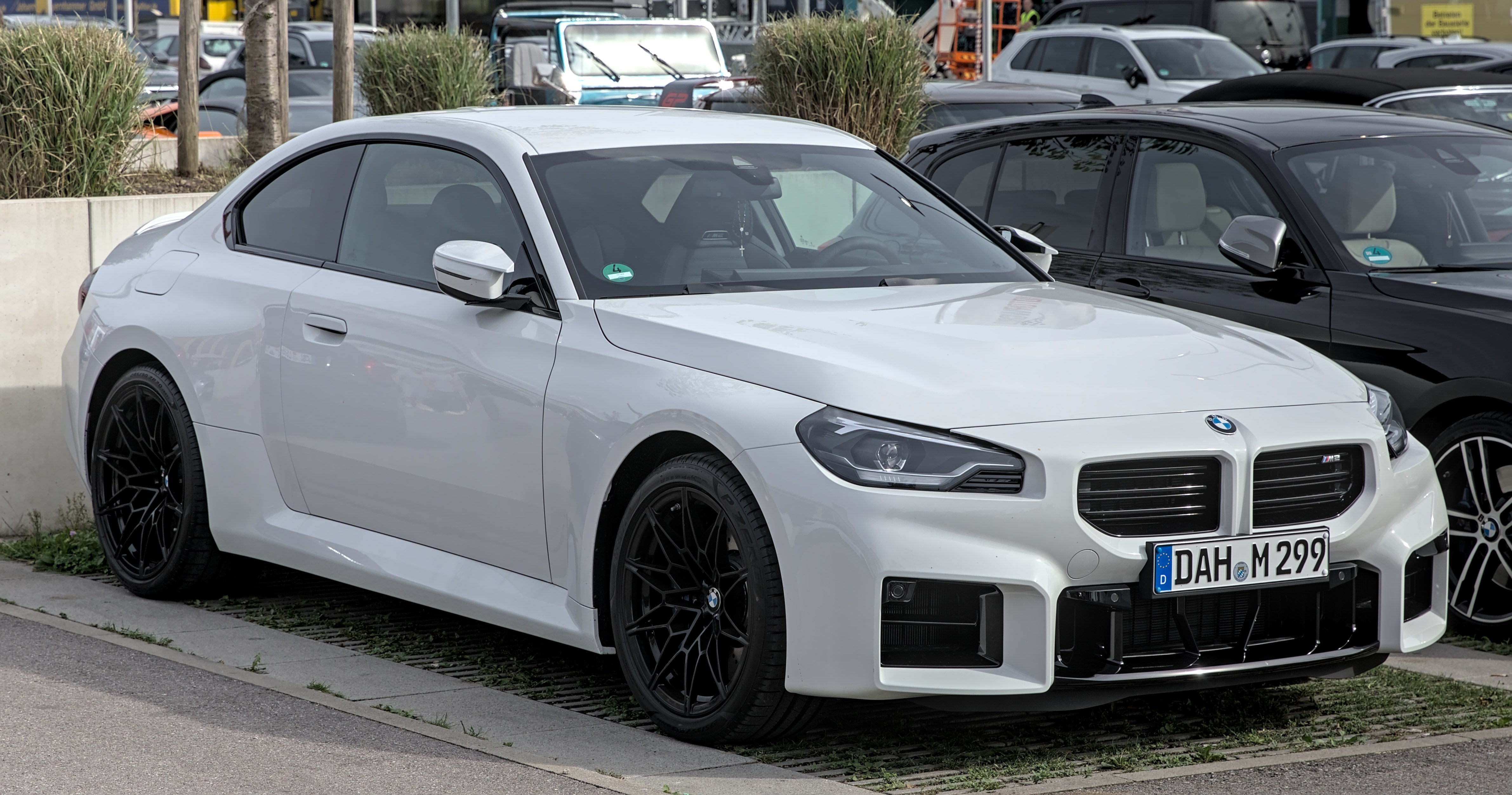
BMW M2 (seit 2023)
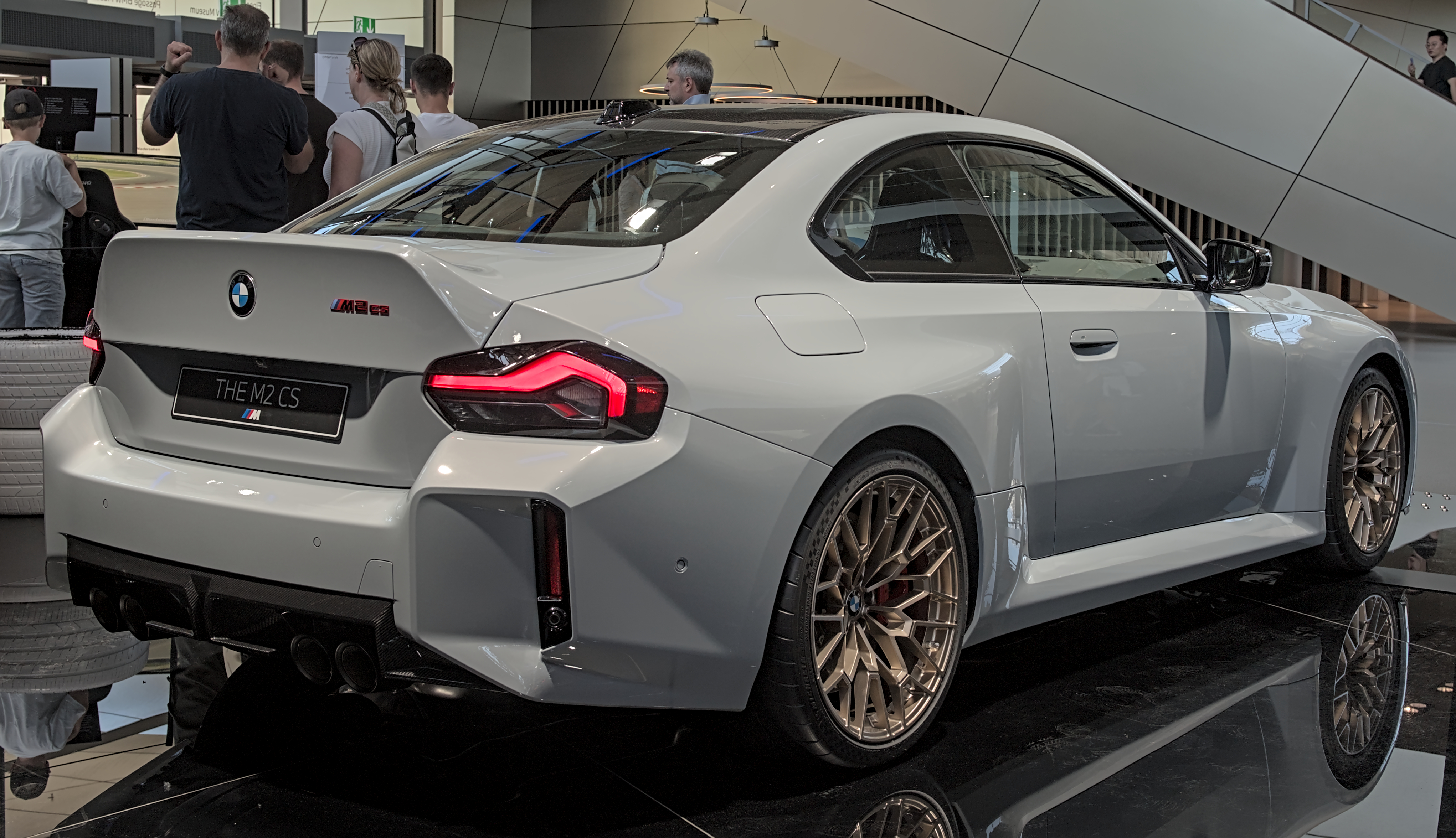
BMW M2 CS (seit 2025)

## Antrieb
Zum Verkaufsbeginn des 2er Coupé standen zwei Ottomotoren und ein Dieselmotor zur Wahl: 220i mit einer maximalen Leistung von 135 kW (184 PS), M240i mit 275 kW (374 PS) und 220d mit 140 kW (190 PS). Der 230i-Vierzylinder mit 180 kW (245 PS) folgte im Frühjahr 2022, der 218i-Vierzylinder folgte im Juli 2022. Seit April 2023 ist der M2 im Handel, seit Mai 2025 auch in einer leistungsgesteigerten CS-Version.
Die Ottomotoren haben 2,0 oder 3,0 Liter Hubraum, variable Ventilsteuerung („VANOS“) und Benzindirekteinspritzung. Sie haben einen Turbolader mit der sogenannten „Twin Scroll“-Technik, TwinPower genannt. Durch zwei Einlaufspiralen an der Turbine wirken die Druckschwankungen der Abgasströme so, dass der Abgasgegendruck vermindert wird. Gaswechsel und damit Verbrauch, Leistung und Ansprechverhalten sollen dadurch verbessert werden. Der Dieselmotor hat eine Common-Rail-Einspritzung. Alle sind mit einem 8-Gang-Automatikgetriebe Steptronic kombiniert.

### Ottomotoren

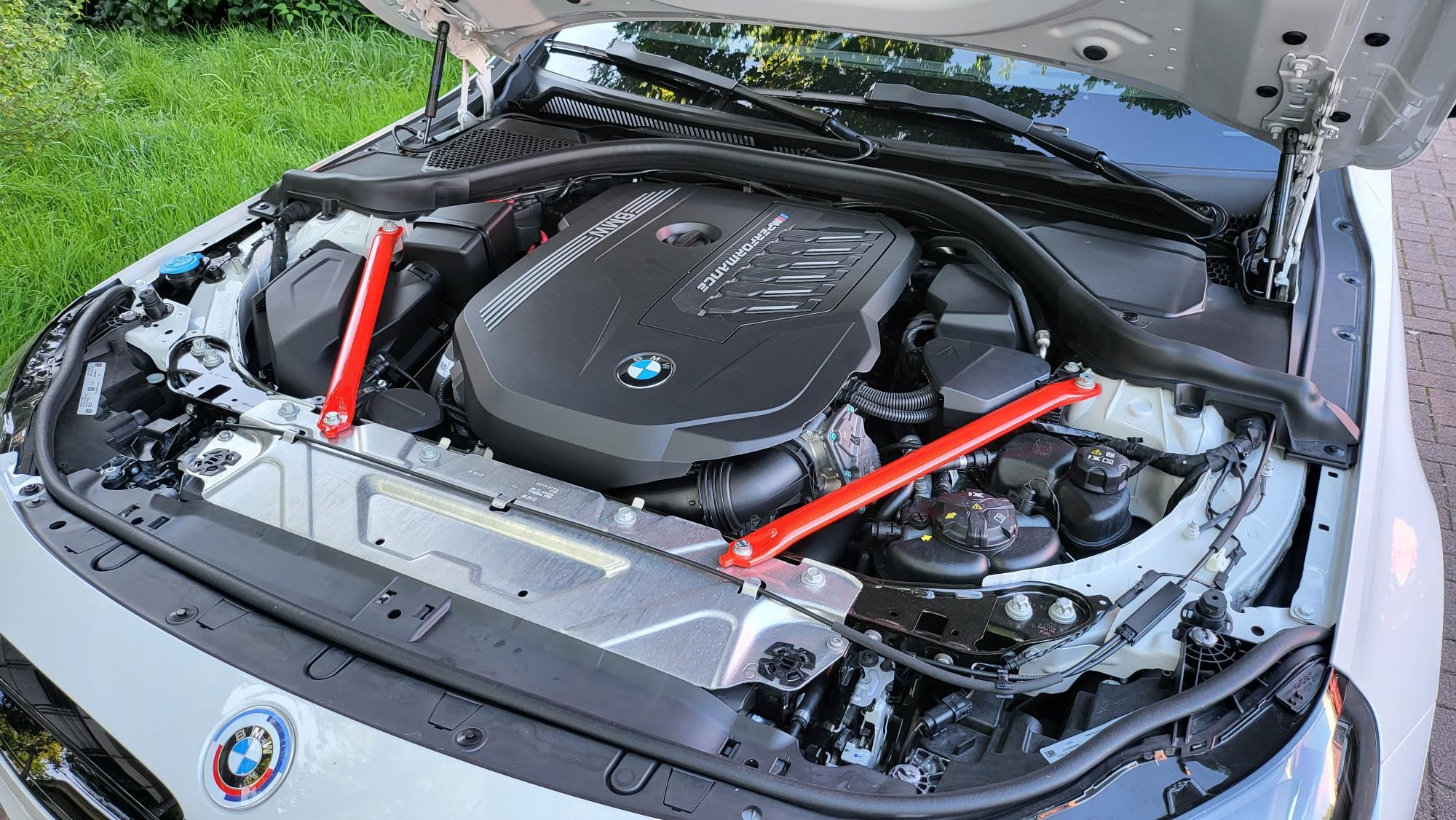
Motorraum eines M240i mit BMW B58 Motor und nachgerüsteten roten Domstreben

- Den Vierzylinder-Ottomotor gibt es seit Verkaufsbeginn 2021 im Basismodell 220i. Er hat zwei Liter Hubraum, eine maximale Leistung von 135 kW (184 PS) und ein Drehmoment von bis zu 300 Nm.
- Der Vierzylinder-Ottomotor aus der Motorbaureihe BMW B48 mit einer maximalen Leistung von 180 kW (245 PS) wird im 230i verwendet.
- Das ebenso schon 2021 angebotene Modell M240i hat einen drei Liter großen Reihensechszylinder-Ottomotor (B58). Er leistet maximal 275 kW (374 PS, 34 PS mehr als der Vorgänger[18]), und sein Drehmoment beträgt bis zu 500 Nm. Die Kraft wird mit dem heckbetonten Allradantrieb xDrive übertragen.[3][24] Von 2022 bis 2024 war das Modell aber auch mit Hinterradantrieb erhältlich.[9]
- Der M2 hat einen Dreiliter-Reihensechszylinder-Ottomotor vom Typ S58, der auch in den größeren M-Modellen verwendet wird. Er leistet maximal 390 kW (530 PS) und hat ein maximales Drehmoment von 650 Nm.[23] Er ist nur Hinterradantrieb verfügbar.[8][25]

### Dieselmotoren
- Bei zwei Liter Hubraum leistet der Motor des 220d maximal 140 kW (190 PS) mit einem Drehmoment von 400 Nm. Er hat bislang als einziges 2er Coupé ein 48-V-Bordnetz mit Startergenerator.[16][24]

## Fahrwerk
Hinten hat das 2er Coupé eine Fünflenkerachse, bei der wie bei der Doppelgelenk-Vorderachse auch Aluminium verwendet wird. Wie beim 3er/4er (G20/G22) werden hubabhängige Dämpfer eingesetzt. Gelenkt wird mit einer elektromechanischen Servolenkung, auf Wunsch mit variabler Übersetzung. Der M240i verfügt vorn über eine Vierkolben-Festsattel-Scheibenbremse anstelle der Einkolben-Faustsattel-Scheibenbremse; hinten sind bei allen Modellen Einkolben-Faustsattel-Scheibenbremsen eingebaut. Alle Bremsen sind belüftet.

## Ausstattung

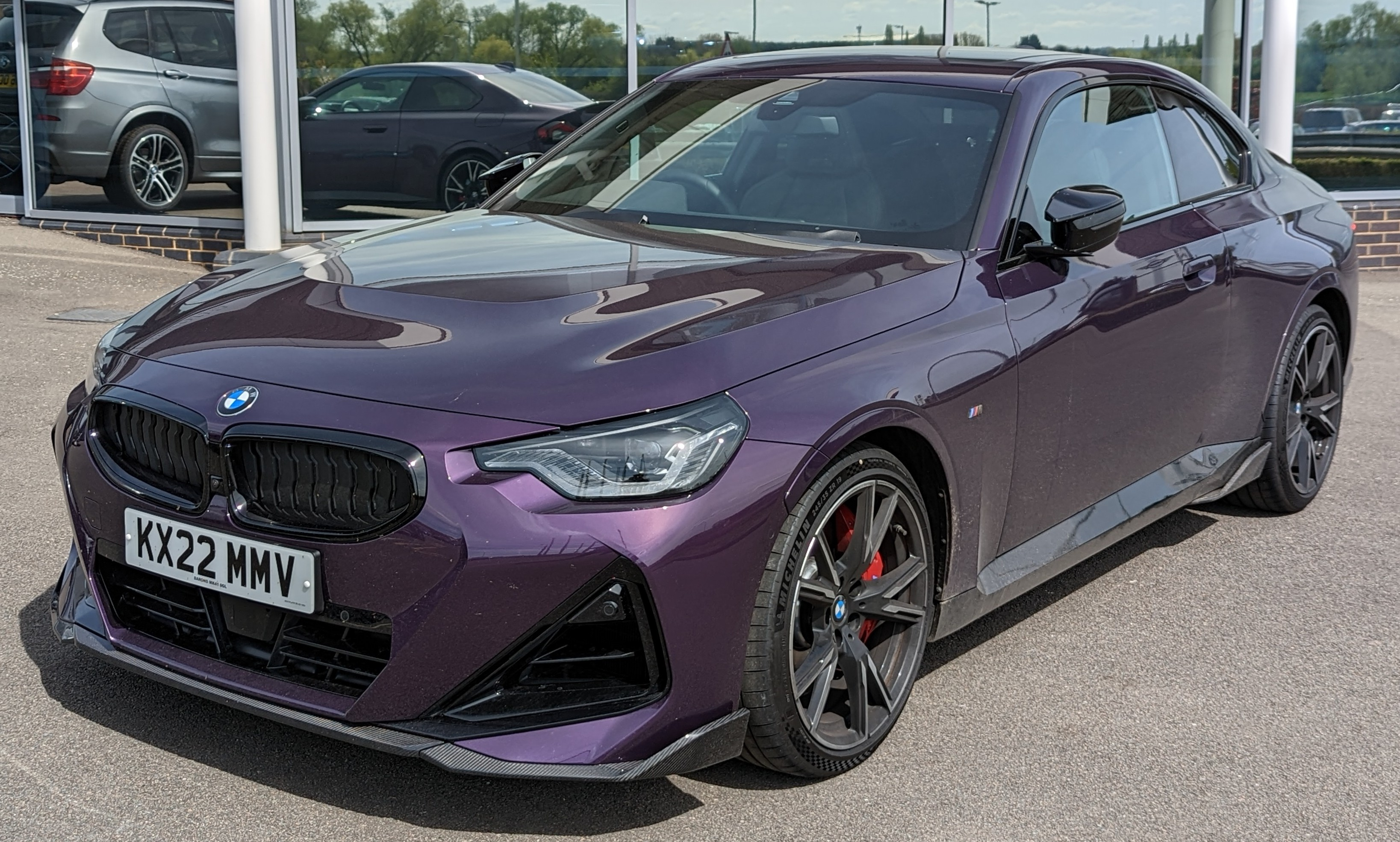
M240i, in Thundernight metallic mit Carbon M Performance Parts

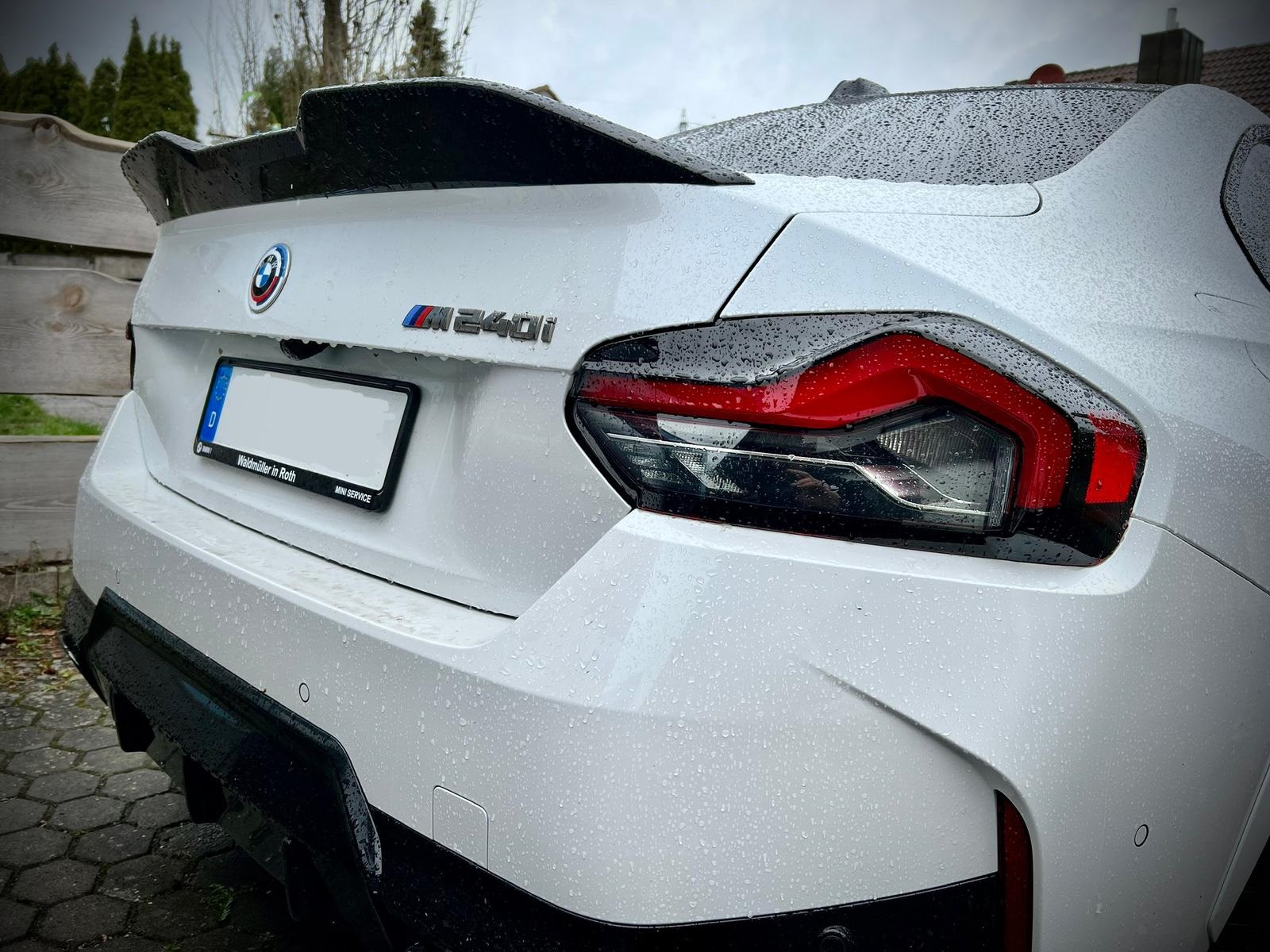
M240i, in Mineralweiß mit 50 Jahre M Emblem und Carbon M Performance Heckspoiler

Akustik-Verglasung gehört zur Serienausstattung; ebenso das BMW Live Cockpit mit 100 Watt Audiosystem und sechs Lautsprechern, Speed Limit Info, Spurverlassenswarnung und Geschwindigkeitsregelung mit Bremsfunktion. Auch ein Mulitfunktionssportlenkrad mit sogenannten Schaltpaddeln gehört zur Grundausstattung. Für den G42 ist die violette Lackierung Thundernight metallic erhältlich, die bei Erscheinen des G42 exklusiv für dieses Modell angeboten wurde.

### Außenlackierungen
Aktuell verfügbar sind:
Uni-Lacktöne:
| Alpinweiß | Schwarz |

Für den M2 werden die Farbtöne Toronto Rot und Zandvoort Blau angeboten. Es gibt ihn außerdem auch in Alpinweiß, Saphirschwarz und Brooklyn Grau.
Metallic-Lacktöne:
| Saphirschwarz         | Melbourne Rot/ Fire Red (seit 2024) | Mineralweiß                  |
| Thundernight metallic | Portimao Blau (M Sportpaket)        | Brooklyn Grau (M Sportpaket) |

Matt-Lacktöne:
| Frozen Pure Grey metallic | Frozen Portimao Blau metallic |

## Technische Daten
|                                                                  | 218i                       | 218i                       | 220i                       | 220i                       | 230i                       | 230i                       | M240i                      | M240i xDrive               | M240i xDrive               | M2                                        | M2                                        | M2 CS                    | 220d                     | 220d                     |
| ---------------------------------------------------------------- | -------------------------- | -------------------------- | -------------------------- | -------------------------- | -------------------------- | -------------------------- | -------------------------- | -------------------------- | -------------------------- | ----------------------------------------- | ----------------------------------------- | ------------------------ | ------------------------ | ------------------------ |
| Bauzeitraum                                                      | 07/2022–06/2024            | seit 08/2024               | 09/2021–06/2024            | seit 08/2024               | 03/2022–06/2024            | seit 08/2024               | 07/2022–06/2024            | 09/2021–06/2024            | seit 08/2024               | 04/2023–06/2024                           | seit 08/2024                              | seit 05/2025             | 09/2021–06/2024          | seit 08/2024             |
| Motorart                                                         | Ottomotor                  | Ottomotor                  | Ottomotor                  | Ottomotor                  | Ottomotor                  | Ottomotor                  | Ottomotor                  | Ottomotor                  | Ottomotor                  | Ottomotor                                 | Ottomotor                                 | Ottomotor                | Dieselmotor              | Dieselmotor              |
| Motorbauart                                                      | R4                         | R4                         | R4                         | R4                         | R4                         | R4                         | R6                         | R6                         | R6                         | R6                                        | R6                                        | R6                       | R4                       | R4                       |
| Gemischaufbereitung                                              | Benzindirekteinspritzung   | Benzindirekteinspritzung   | Benzindirekteinspritzung   | Benzindirekteinspritzung   | Benzindirekteinspritzung   | Benzindirekteinspritzung   | Benzindirekteinspritzung   | Benzindirekteinspritzung   | Benzindirekteinspritzung   | Benzindirekteinspritzung                  | Benzindirekteinspritzung                  | Benzindirekteinspritzung | Common-Rail-Einspritzung | Common-Rail-Einspritzung |
| Aufladung                                                        | Turbolader                 | Turbolader                 | Turbolader                 | Turbolader                 | Turbolader                 | Turbolader                 | Turbolader                 | Turbolader                 | Turbolader                 | Biturbo                                   | Biturbo                                   | Biturbo                  | Turbolader               | Turbolader               |
| Motortyp                                                         | BMW B48B20U1               | BMW B48B20U1               | BMW B48B20M1               | BMW B48B20M1               | BMW B48O1ZIK               | BMW B48O1ZIK               | BMW B58                    | BMW B58                    | BMW B58                    | BMW S58                                   | BMW S58                                   | BMW S58                  | BMW B47D20               | BMW B47D20               |
| Hubraum                                                          | 1998 cm³                   | 1998 cm³                   | 1998 cm³                   | 1998 cm³                   | 1998 cm³                   | 1998 cm³                   | 2998 cm³                   | 2998 cm³                   | 2998 cm³                   | 2993 cm³                                  | 2993 cm³                                  | 2993 cm³                 | 1995 cm³                 | 1995 cm³                 |
| max. Leistung bei 1/min                                          | 115 kW (156 PS)/ 4500–6500 | 115 kW (156 PS)/ 4500–6500 | 135 kW (184 PS)/ 5000–6500 | 135 kW (184 PS)/ 5000–6500 | 180 kW (245 PS)/ 4500–6500 | 180 kW (245 PS)/ 4500–6500 | 275 kW (374 PS)/ 5500–6500 | 275 kW (374 PS)/ 5500–6500 | 275 kW (374 PS)/ 5500–6500 | 338 kW (460 PS)/ 6250                     | 353 kW (480 PS)/ 6250                     | 390 kW (530 PS)/ 6250    | 140 kW (190 PS)/ 4000    | 140 kW (190 PS)/ 4000    |
| max. Drehmoment bei 1/min                                        | 250 Nm/ 1300–4300          | 250 Nm/ 1300–4300          | 300 Nm/ 1350–4000          | 300 Nm/ 1350–4000          | 400 Nm/ 1600–4000          | 400 Nm/ 1600–4000          | 500 Nm/ 1900–5000          | 500 Nm/ 1900–5000          | 500 Nm/ 1900–5000          | 550 Nm/ 2650–5870                         | 600 Nm/ 2650–6130 (550 Nm/ 2650–6130)     | 650 Nm/ 2750–5730        | 400 Nm/ 1750–2500        | 400 Nm/ 1750–2500        |
| Getriebe, serienmäßig                                            | 8-Gang-Automatikgetriebe   | 8-Gang-Automatikgetriebe   | 8-Gang-Automatikgetriebe   | 8-Gang-Automatikgetriebe   | 8-Gang-Automatikgetriebe   | 8-Gang-Automatikgetriebe   | 8-Gang-Automatikgetriebe   | 8-Gang-Automatikgetriebe   | 8-Gang-Automatikgetriebe   | 8-Gang-Automatikgetriebe                  | 8-Gang-Automatikgetriebe                  | 8-Gang-Automatikgetriebe | 8-Gang-Automatikgetriebe | 8-Gang-Automatikgetriebe |
| Getriebe, optional                                               | —                          | —                          | —                          | —                          | —                          | —                          | —                          | —                          | —                          | 6-Gang-Schaltgetriebe                     | 6-Gang-Schaltgetriebe                     | —                        | —                        | —                        |
| Antrieb                                                          | Hinterradantrieb           | Hinterradantrieb           | Hinterradantrieb           | Hinterradantrieb           | Hinterradantrieb           | Hinterradantrieb           | Hinterradantrieb           | Allradantrieb              | Allradantrieb              | Hinterradantrieb                          | Hinterradantrieb                          | Hinterradantrieb         | Hinterradantrieb         | Hinterradantrieb         |
| Leergewicht nach EU in kg                                        | 1560                       | 1560                       | 1565                       | 1565                       | 1600                       | 1600                       | 1710                       | 1765                       | 1765                       | 1800 (1775)                               | 1805 (1780)                               | 1775                     | 1655                     | 1655                     |
| max. Zuladung in kg                                              | 475                        | 475                        | 475                        | 475                        | 475                        | 475                        | 475                        | 475                        | 475                        | 430 (455)                                 | 425 (450)                                 | 425                      | 475                      | 475                      |
| max. Anhängelast in kg                                           | 1600                       | 1600                       | 1600                       | 1600                       | 1600                       | 1600                       | 1600                       | 1600                       | 1600                       | —                                         | —                                         | —                        | 1600                     | 1600                     |
| Beschleunigung, 0 bis 100 km/h in s                              | 8,7                        | 8,7                        | 7,5                        | 7,5                        | 5,9                        | 5,9                        | 4,7                        | 4,3                        | 4,3                        | 4,1 (4,3)                                 | 4,0 (4,2)                                 | 3,8                      | 6,9                      | 6,9                      |
| Höchstgeschwindigkeit, km/h                                      | 224                        | 224                        | 236                        | 236                        | 250 (1)                    | 250 (1)                    | 250 (1)                    | 250 (1)                    | 250 (1)                    | 250 (1) (285) (1) (2)                     | 250 (1) (285) (1) (2)                     | 302 (1)                  | 237                      | 237                      |
| Kraftstoffverbrauch, nach EWG-Richtlinie, kombiniert in l/100 km | 6,5–7,1 Super              | 7,1 Super                  | 6,3–6,8 Super              | 6,9 Super                  | 6,5–7,2 Super              | 7,1 Super                  | 7,8–8,5 Super              | 8,1–8,8 Super              | 8,7–8,8 Super              | 9,6–9,8 Super Plus (10,0–10,2 Super Plus) | 9,6–9,8 Super Plus (10,0–10,2 Super Plus) | 10,0 Super Plus          | 4,7–5,1 Diesel           | 5,4 Diesel               |
| CO2-Emission, kombiniert in g/km                                 | 146–160                    | 160                        | 144–155                    | 158                        | 149–163                    | 162                        | 177–192                    | 185–200                    | 199–200                    | 218–222 (226–230)                         | 218–223 (226–231)                         | 226                      | 122–132                  | 141                      |
| Tankinhalt, in Liter                                             | 52                         | 52                         | 52                         | 52                         | 52                         | 52                         | 52                         | 52                         | 52                         | 52                                        | 52                                        | 52                       | 51                       | 51                       |
| Abgasnorm nach EU-Klassifikation                                 | Euro 6d                    | Euro 6e                    | Euro 6d                    | Euro 6e                    | Euro 6d                    | Euro 6e                    | Euro 6d                    | Euro 6d                    | Euro 6e                    | Euro 6d                                   | Euro 6e                                   | Euro 6e                  | Euro 6d                  | Euro 6e                  |

Werte in runden Klammern ( ) gelten für das Modell mit optionalem Getriebe.